# Referendum in Luxemburg 2015

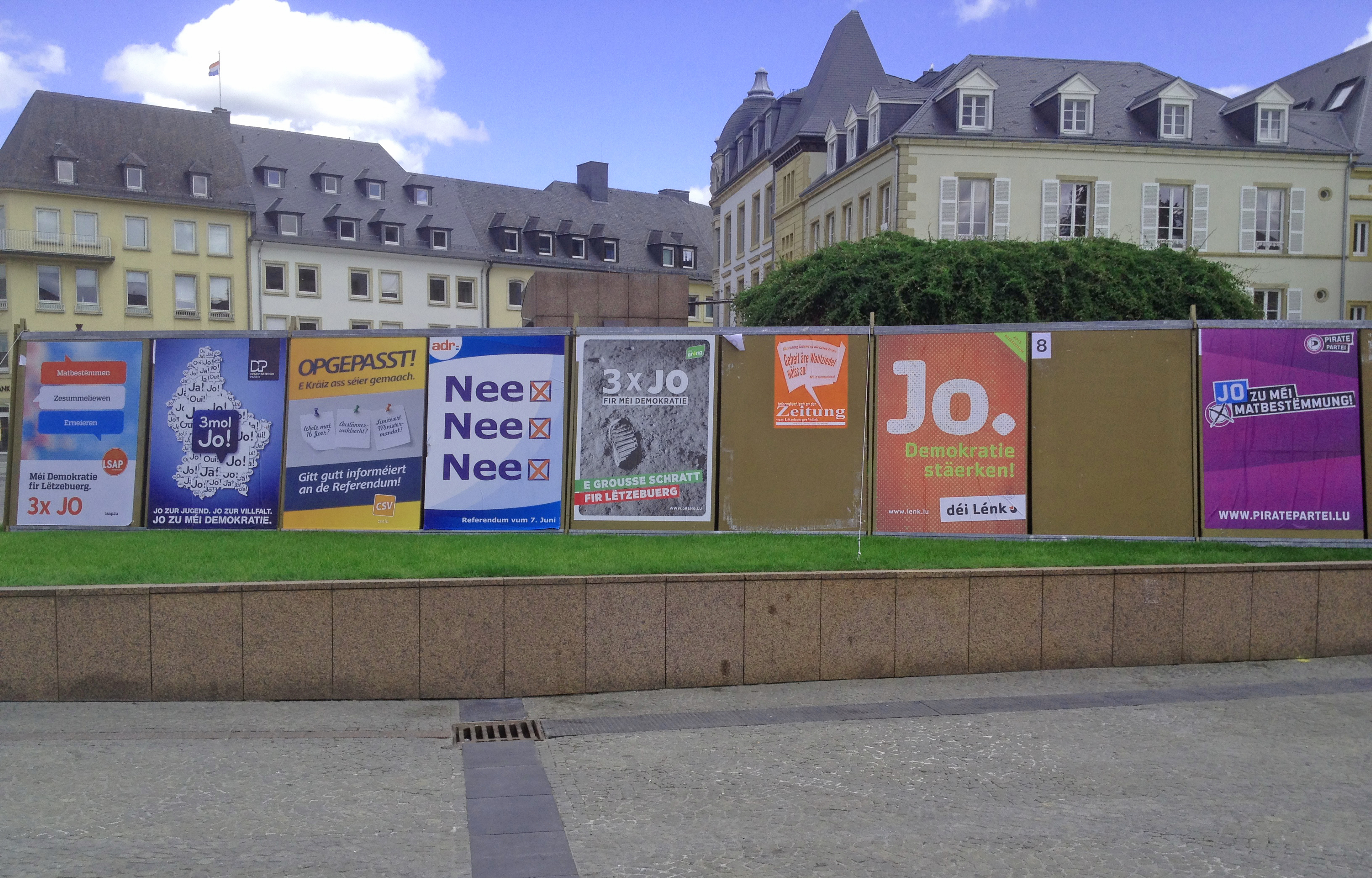
Plakate verschiedener Parteien zum Referendum

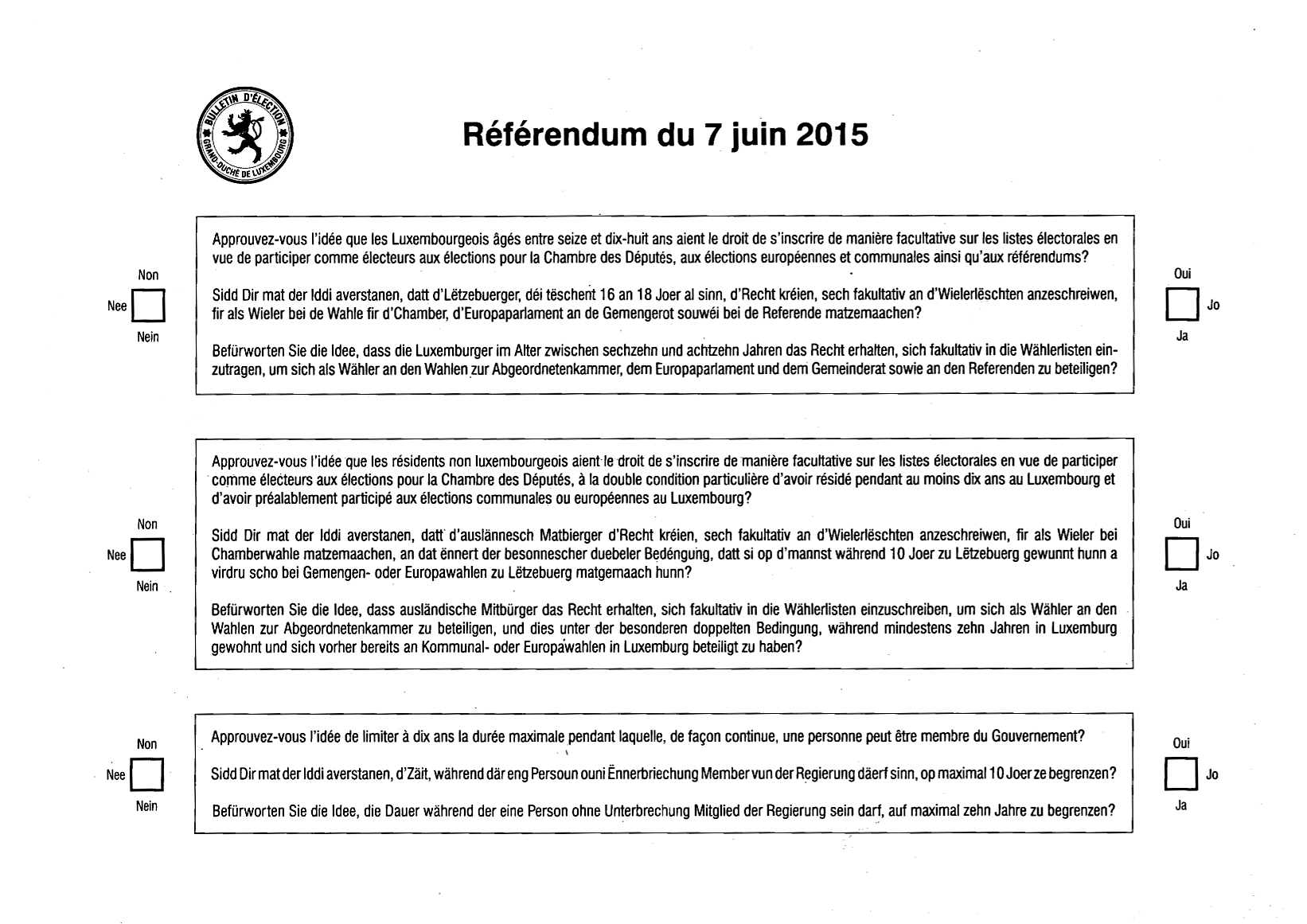
Stimmzettel

In einem Referendum am 7. Juni 2015 stimmte die wahlberechtigte Bevölkerung des Großherzogtums Luxemburg in drei Punkten über eine Änderung ihrer Verfassung ab. Die Ergebnisse sollen bei einer Verfassungsreform berücksichtigt werden, die derzeit vorbereitet wird und die in einer weiteren Volksabstimmung frühestens 2020 bestätigt werden soll.

## Die Themen und die drei Fragen des Referendums
Vereinfacht zusammengefasst ging es um folgende, zur Debatte stehende Punkte:
- Senkung des allgemeinen Wahlalters von 18 auf 16 Jahre
- Einführung eines Ausländerwahlrechts für die Wahlen zum luxemburgischen Parlament für solche Ausländer, die seit zehn Jahren im Land ansässig sind und sich zuvor bereits an Kommunal- oder Europawahlen beteiligt hatten
- Begrenzung der Dauer, in der ein Minister kontinuierlich Mitglied der Regierung sein darf, auf zehn Jahre.

Besonders umstritten im Vorfeld des Referendums schien die Frage nach dem Wahlrecht für Ausländer. Etwa 45 % der luxemburgischen Wohnbevölkerung besitzen nicht die Staatsangehörigkeit des Großherzogtums und durften daher bisher maximal nur an Kommunalwahlen teilnehmen. Luxemburgs liberaler Premierminister Xavier Bettel sprach sich für ein Wahlrecht für Ausländer unter den o. g. Prämissen aus.
Die drei Fragen, die den luxemburgischen Stimmbürgern in den drei Amtssprachen Luxemburgs Luxemburgisch, Deutsch und Französisch am Abstimmungstag auf den Stimmzetteln gestellt wurden, waren im Wortlaut die folgenden:
1. „Befürworten Sie die Idee, dass die Luxemburger im Alter zwischen sechzehn und achtzehn Jahren das Recht erhalten, sich fakultativ in die Wählerlisten einzutragen, um sich als Wähler an den Wahlen zur Abgeordnetenkammer, dem Europaparlament und dem Gemeinderat sowie an den Referenden zu beteiligen?“
2. „Befürworten Sie die Idee, dass ausländische Mitbürger das Recht erhalten, sich fakultativ in die Wählerlisten einzuschreiben, um sich als Wähler an den Wahlen zur Abgeordnetenkammer zu beteiligen, und dies unter der besonderen doppelten Bedingung, während mindestens zehn Jahren in Luxemburg gewohnt und sich vorher bereits an Kommunal- oder Europawahlen in Luxemburg beteiligt zu haben?“
3. „Befürworten Sie die Idee, die Dauer, während der eine Person ohne Unterbrechung Mitglied der Regierung sein darf, auf maximal zehn Jahre zu begrenzen?“

Anzukreuzen war bei jeder Frage jeweils eines der beiden mit „Oui, Jo, Ja“ oder „Non, Nee, Nein“ auf dem Stimmzettel markierten Kästchen.
Eine ursprünglich angedachte vierte Frage, die die bis dahin in der Verfassung vorgesehene Finanzierung der Gehälter und Pensionen von Klerikern und Laienhelfern aus dem Staatshaushalt zur Disposition stellen sollte, wurde obsolet, nachdem das Parlament im Januar 2015 den entsprechenden Artikel 106 aus der Verfassung gestrichen hatte.
Im Vorfeld hatten sich die Regierungsparteien DP, Déi Gréng und LSAP sowie Déi Lénk für ein Ja zu allen drei Fragen ausgesprochen, die CSV und die ADR lehnten alle drei Vorhaben ab.

## Kampagne
Als Hauptfigur der Ablehnung gegenüber dem Ausländerwahlrecht kristallisierte sich die Plattform "Nee2015.lu", mit ihrem Sprecher, dem Geographielehrer Fred Keup heraus. Sie bezeichneten sich selbst stets als die politische Mitte und wurden auch von außen als solche wahrgenommen. Weitere Akteure, die das Ausländerwahlrecht ablehnten waren die Partei ADR und die Staatsbeamtengewerkschaft CGFP. Die CSV bekannte sich erst spät zu einer eher zögerlichen Ablehnung.
Auf der anderen Seite stand der größte Teil der entscheidenden Kräfte aus Politik, Wirtschaft und Kultur (in der Kampagne als das Establishment bezeichnet): die Regierung, 5 Parteien (DP, LSAP, die Grünen, die Linke, die Piratenpartei), die Journalisten und die Medien (Tageblatt, Luxemburger Wort, Quotidien, Jeudi, Woxx, Revue ...), Gewerkschaften (OGBL, LCGB, Syprolux, FNCTTFEL), Arbeitgebervereinigungen, Wirtschaft, 50 Personen aus der Kulturszene.
Im Februar 2015 befürworteten noch 48 % in einer Umfrage das Ja. Trotz der konsequenten Kampagne pro Ausländerwahlrecht konnte sich das Nein immer deutlicher in der Bevölkerung durchsetzen.

## Ergebnisse

Ergebnis nach Gemeinden bei der Frage nach dem Wahlrecht für Ausländer. Den höchsten Anteil an „Ja“-Stimmen gab es in der Hauptstadt Luxemburg.

Insgesamt waren 245.092 Personen abstimmungsberechtigt, von denen sich 212.648 (86,8 %) beteiligten. 1.635 Stimmzettel (0,8 %) wurden als ungültig gewertet. Die Ergebnisse sind im Folgenden dargestellt. Alle drei Fragen wurden von den Abstimmenden mit deutlicher Mehrheit abgelehnt.
Die Ablehnung war landesweit, d. h. in keinem der 105 Abstimmungsbezirke (Gemeinden) gab es eine Mehrheit für das Ja-Votum. Die unterschiedliche Zahl an gültigen Stimmen bei jeder Frage erklärt sich dadurch, dass nicht auf jedem Stimmzettel alle drei Fragen beantwortet wurden.
| Antwort         | Stimmen | Prozent  |
| --------------- | ------- | -------- |
| Ja              | 040.183 | 019,13 % |
| Nein            | 169.818 | 080,87 % |
| Gültige Stimmen | 210.001 | 100,00 % |

| Antwort         | Stimmen | Prozent  |
| --------------- | ------- | -------- |
| Ja              | 046.031 | 021,98 % |
| Nein            | 163.362 | 078,02 % |
| Gültige Stimmen | 209.393 | 100,00 % |

| Antwort         | Stimmen | Prozent  |
| --------------- | ------- | -------- |
| Ja              | 062.835 | 030,07 % |
| Nein            | 146.096 | 069,93 % |
| Gültige Stimmen | 208.931 | 100,00 % |